# 向濱站
向濱站（日语：／ Mukaihama eki */?）是位於秋田縣秋田市向濱一丁目，秋田臨海鐵道秋田臨海鐵道線的貨運車站。

## 概要
向濱站是一座處理專用線到發的貨櫃貨物和專用線到發的車載貨物的貨運車站。
車站連接日本製紙板紙事業本部秋田工場專用線，於該專用線內起卸的貨物使用貨櫃運送。主要的貨物包括紙製品和工場內使用的化學品、作為燃料的廢胎等。在該處裝載的紙會運送至關東、東海和近畿地方等地。
曾經在工場使用的化學品會以罐車運送，當時會設有從酒田港站或勿來站運送至此處的液態氯和氫氧化鈉，也會來從奧野谷濱站運送至此處的乳膠。
在1980年代前，車站南方設有新秋木工業秋田工場和秋田膠合板向濱工場等工場之專用線。

## 車站周邊
- 秋田港
- 日本製紙秋田工場
- 新秋木工業秋田工場
- 向濱運動公園（秋田縣立棒球場（日语：秋田県立野球場）、秋田縣立綜合泳池（日语：秋田県立総合プール））

## 歷史
- 1971年（昭和46年）7月7日 - 車站啟用[1][2]。
- 2021年（令和3年）3月31日 - 車站廢止[3][4][5][6]。

## 相鄰車站
秋田臨海鐵道
秋田臨海鐵道線（南線，已廢止）
秋田港站－向濱

## 注腳
1. ↑  國土交通省鐵道局監修《鉄道要覧》平成十八年度版，電氣車研究會、鐵道圖書刊行會，2006年，p.75
2. ↑  今尾惠介《日本鉄道旅行地図帳》2號 東北，新潮社，2008年，p.44
3. ↑  . 秋田臨海鉄道. 2020-10-01  [2021-01-07]. （原始内容存档于2021-01-04） （日语）.
4. ↑  . 秋田魁新報 (秋田魁新報社). 2020-06-23  [2020-06-23]. （原始内容存档于2020-06-23）.
5. ↑   (PDF). 秋田臨海鉄道. 2021-03-31  [2021-04-02]. （原始内容存档 (PDF)于2022-04-04） （日语）.
6. ↑  . 秋田魁新報. 2021-04-01  [2021-04-02]. （原始内容存档于2021-04-01） （日语）.